# Giulio Mazzarino
Giulio Raimondo Mazzarino, anche noto come Mazzarino o con il nome francesizzato di Jules Raymond Mazarin (AFI: /ʒyl ʀɛˈmõ mazaˈʀɛ̃/; Pescina, 14 luglio 1602 – Vincennes, 9 marzo 1661), è stato un cardinale, politico e diplomatico italiano naturalizzato francese, diacono della Chiesa cattolica, attivo soprattutto in Francia, dove servì come Principale Ministro sotto i regni di Luigi XIII e Luigi XIV, succedendo al cardinale Richelieu.

## Biografia

### Infanzia

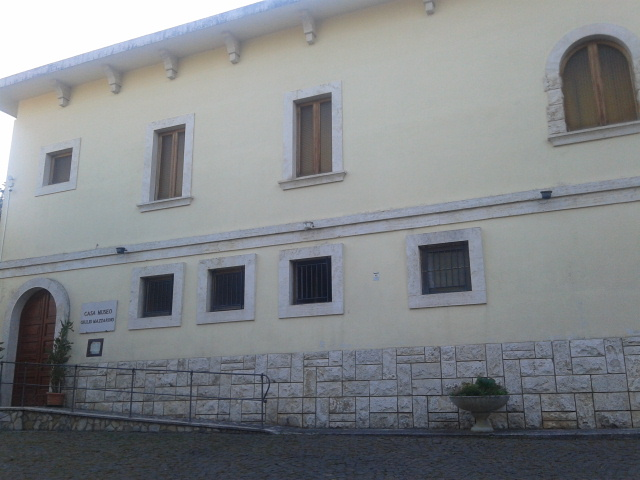
Casa natale di Giulio Mazzarino, ricostruita nel 1972 dopo la distruzione tellurica del 1915

Mazzarino nacque a Pescina, cittadina dell'Abruzzo Ulteriore, nel Regno di Napoli (attualmente in provincia dell'Aquila), il 14 luglio del 1602, primogenito dei sei figli di Pietro Mazzarino (1576-1654), un nobile siciliano appartenente al casato dei Mazzarino, e di Ortensia Bufalini (1575-1644), una nobildonna umbra, imparentata con il casato romano dei Colonna, presso i quali Pietro aveva servito come intendente.
Il padre, nella cittadina marsicana, svolgeva mansioni amministrative dei beni ecclesiastici dell'abate Bufalini, zio di Giulio. Il fratello minore di Giulio, Alessandro, entrò nell'ordine domenicano diventando professore di teologia al Collegio San Tommaso, la futura Pontificia Università San Tommaso d'Aquino, Maestro del sacro palazzo apostolico e Cardinale.
La casa nativa andò distrutta nel terremoto della Marsica del 1915, fu ricostruita nel 1972 e oggi ospita un museo.

### Educazione e primi successi
Crebbe a Roma, dove studiò presso il prestigioso Collegio Romano dei Gesuiti, anche se non professò mai i voti religiosi in quest'Ordine (d'altronde, Mazzarino era un chierico, ma non divenne mai prete, essendosi fermato al diaconato).
Nel Collegio Romano egli affiancava il suo quasi coetaneo Girolamo Colonna futuro cardinale, presso la cui famiglia il padre era appunto al servizio. Giulio accompagnò il giovane Colonna anche in Spagna, a Madrid e ad Alcalá de Henares, dove soggiornò per un breve periodo e dove studiò nella locale università diritto canonico. Si laureò successivamente nel 1628 a Roma in utroque iure presso l'Università 'La Sapienza'. Nel 1628 scoppiò la Guerra di successione di Mantova e del Monferrato che fu un conflitto circoscritto ma facente parte della grande Guerra dei Trent'anni. In breve nel dicembre 1627 era morto senza eredi il duca di Mantova e del Monferrato, Vincenzo II Gonzaga.
Le grandi potenze avevano ciascuna un proprio candidato alla successione; il ramo dei Gonzaga-Guastalla era appoggiato dagli spagnoli e quindi dagli Asburgo imperiali; mentre il ramo Gonzaga-Nevers era appoggiato logicamente dai francesi. Quindi il re spagnolo Filippo IV, l'Imperatore Ferdinando II d'Asburgo e il duca Carlo Emanuele I di Savoia erano alleati nell'osteggiare la successione a Mantova del duca Carlo I di Gonzaga-Nevers a favore invece del loro candidato Ferrante II Gonzaga duca di Guastalla. Il papa Urbano VIII inviò alcune truppe nella Valtellina e Mazzarino fece parte di tale esercito con il grado di capitano di fanteria. In questo periodo egli poté soggiornare a Loreto e ad Ancona.

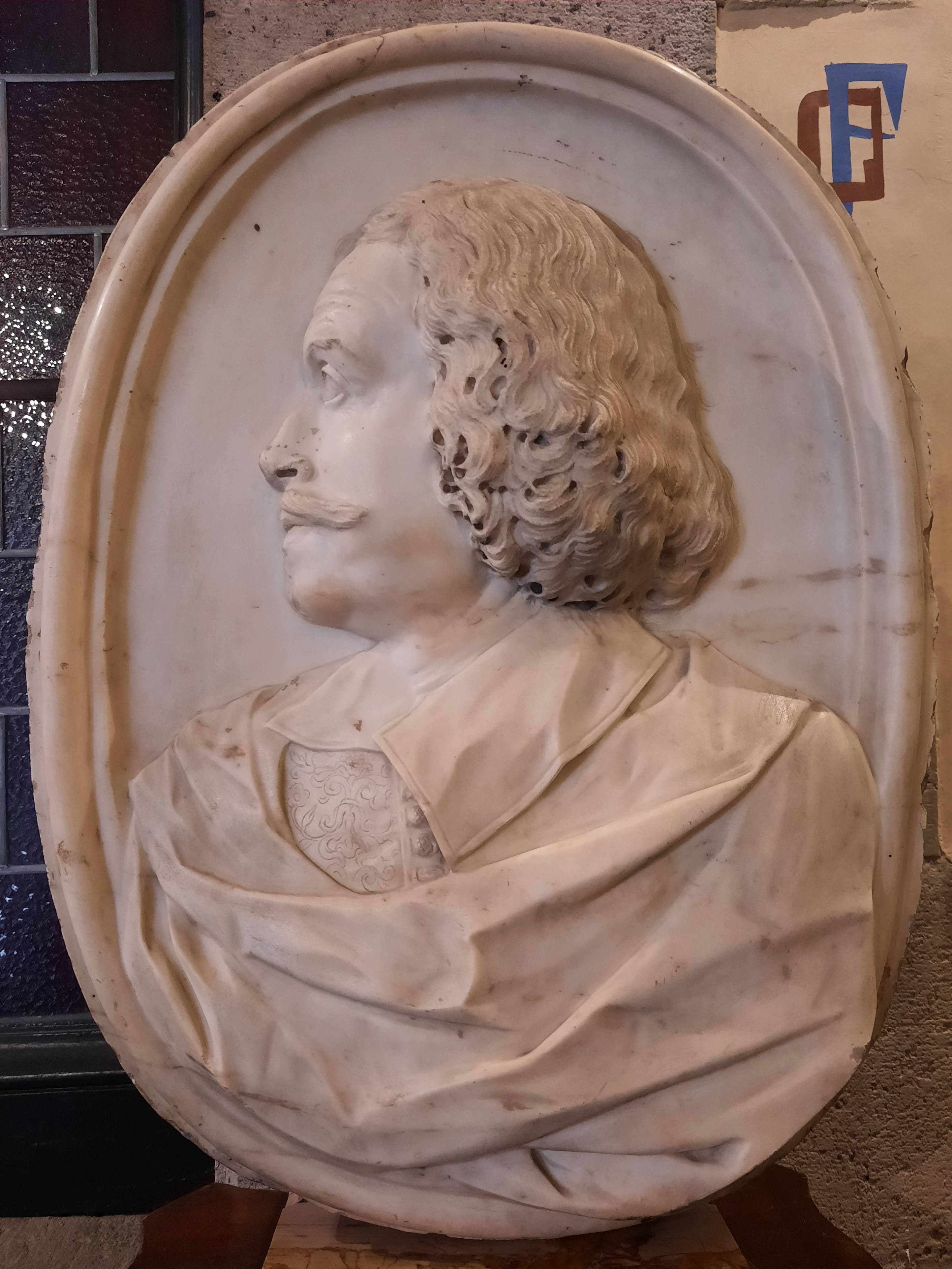
Ritratto del cardinale Giulio Mazzarino, metà del XVII secolo, scuola napoletana, Museo Filangieri, Napoli

A quel tempo Anna Colonna figlia di Filippo I Colonna e sorella di Girolamo, sposò (1627) Taddeo Barberini, nipote del papa Urbano VIII, ed in tale occasione, suo fratello Girolamo, molto legato a Mazzarino, divenne arcivescovo di Albano e cardinale. Quando Girolamo Colonna fu inviato come legato pontificio nel Monferrato, per trovare una via diplomatica al conflitto tra Francia e Spagna, chiese ed ottenne di portare con sé Mazzarino come segretario. Le trattative apparvero subito difficili poiché entrambi gli schieramenti erano decisi ad usare le armi. Il legato pontificio con grande tatto intraprese i dialoghi tra le parti. Mazzarino, essendo segretario, aveva l'opportunità di spostarsi tra un campo e l'altro degli schieramenti armati; e durante tali spostamenti si era fatto l'idea della superiorità militare francese; in tal senso cercò di far comprendere agli spagnoli tale situazione. Non passò molto tempo che il Marchese di Santa-Cruz de Bazán della corona spagnola si convinse di tale inferiorità e quindi di quanto fosse a rischio l'intero esercito spagnolo e che quindi l'unica soluzione fosse la via diplomatica. Mazzarino poi enfatizzò la superiorità francese anche con il generale spagnolo.
I negoziati intrapresi da Mazzarino terminarono il 6 aprile 1631 con il Trattato di Cherasco, in virtù del quale l'imperatore e il Duca di Savoia riconoscevano la successione di Carlo Gonzaga e la cessione del punto strategico piemontese di Pinerolo, porta di accesso alla valle padana. Questo trattato così vantaggioso per la Francia ebbe un tale effetto positivo su Luigi XIII e sul cardinale Richelieu (1585-1642) che entrambi vollero conoscere personalmente Mazzarino. Questi si recò quindi a Parigi dove fu accolto molto calorosamente; Richelieu in persona gli dimostrò molta riconoscenza donandogli, a memoria di ciò, una catenella d'oro con il ritratto del re Luigi XIII, gioielli ed una spada di valore molto elevato.

### Primi contatti con la Francia
Nel 1634 Mazzarino fu inviato ad Avignone come vice-legato pontificio. Successivamente divenne nunzio apostolico a Parigi tra il 1634-1636. Progressivamente inviso agli spagnoli che lo vedevano ormai come schierato dalla parte francese, fu osteggiato all'interno della curia dalla parte filo-spagnola; fu quindi rinviato ad Avignone e, nonostante gli sforzi del cardinale Richelieu, gli fu impedito il cardinalato. Richelieu si sentiva avanti con gli anni, e pensò che Mazzarino potesse essere l'uomo giusto per continuare il suo operato. Lo incaricò allora di importanti affari che lo resero ancora più famoso e ben amato dallo stesso re Luigi XIII, che da allora lo fece risiedere presso il palazzo reale.
Nel 1639 Richelieu lo chiamò perciò al suo diretto servizio in Francia. Fino a quel momento, il cappuccino padre Joseph aveva trattato gli affari esteri per conto di Richelieu e avrebbe dovuto essere nominato cardinale, ma proprio in quell'anno morì e perciò in sua vece venne nominato cardinale Giulio Mazzarino. Egli, dopo un breve soggiorno a Roma, tornò in Francia, dove Richelieu lo nominò suo segretario personale e lo indicò al re quale suo successore.

### Politica

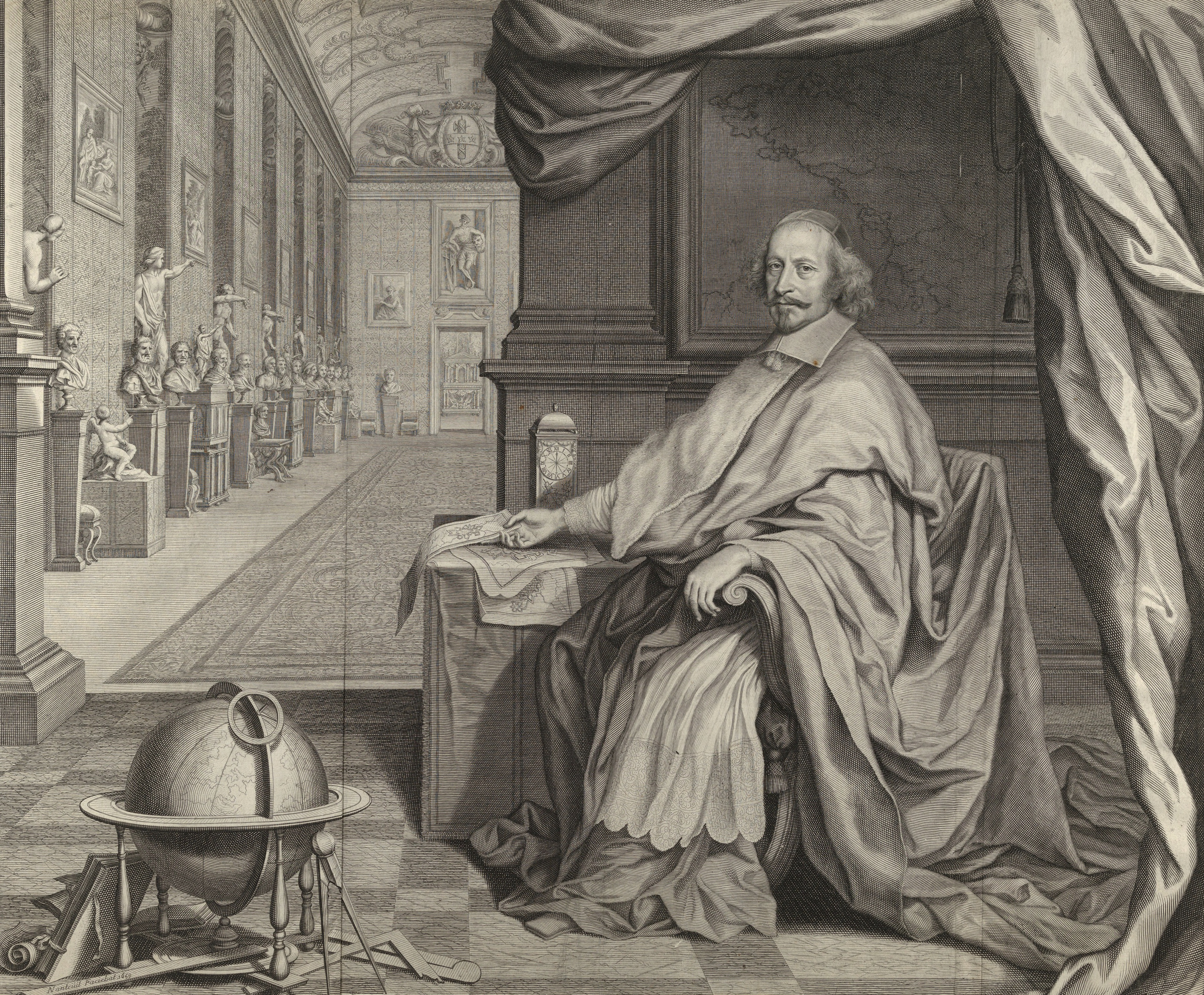
Il cardinale Giulio Mazzarino seduto all'interno della Galleria del suo palazzo, incisione di Robert Nanteuil sul ritratto realizzato da Philippe de Champaigne (1659)

Nel 1642 Richelieu morì e Mazzarino gli subentrò nella carica di Primo Ministro. Quando anche Luigi XIII morì nel 1643, a causa della minore età di Luigi XIV, Mazzarino assunse in pratica la reggenza della Francia assieme alla regina madre Anna d'Austria (della quale, secondo alcuni storici, era l'amante). Le controversie sulla politica del cardinale e la debolezza della reggenza sfociarono in due guerre civili, note come le Fronde, movimenti di opposizione alla politica del Cardinale, che questi riuscì abilmente a sconfiggere con l'appoggio del giovane Luigi XIV e della reggente Anna d'Austria, rafforzando l'autorità regia.
Le Fronde in particolare esplosero a causa del prolungarsi della guerra con gli Asburgo ed il conseguente dissesto delle finanze, che costrinsero Mazzarino ad una ferrea politica fiscale e di accentramento assolutistico, che suscitò l'avversione della nobiltà e il rancore dei contadini ridotti alla fame e fece maturare in tutta la nazione un pericoloso sentimento di rivolta che si manifestò con la cosiddetta Fronda parlamentare del 1648, promossa dal Parlamento di Parigi, che si rifiutò di registrare i nuovi provvedimenti finanziari voluti dal cardinale. Il Parlamento di Parigi chiedeva un maggior controllo pubblico sull'uso del danaro dello Stato. Mazzarino, costretto a fuggire dalla capitale, tornò dopo aver fatto alcune concessioni. In politica estera il cardinale fu piuttosto spregiudicato. Durante la guerra franco spagnola fra il 1635 ed il 1659, non esitò ad allearsi con i puritani inglesi di Oliver Cromwell contro la cattolica Spagna, che non aveva aderito alla Pace di Westfalia (1648) per quanto riguardava la parte che prevedeva la pace con la Francia, promettendo al Lord Protettore, in cambio dell'aiuto, la base navale francese di Dunkerque sul canale della Manica.
La guerra contro gli spagnoli proseguì e si chiuse con la sconfitta di questi ultimi che dovettero negoziare con i francesi la Pace dei Pirenei (1659). La pace di Westfalia aveva posto fine alla cosiddetta Guerra dei trent'anni, iniziata nel 1618, e alla Guerra degli ottant'anni, tra la Spagna e le Province Unite. I due trattati permisero alla Francia l'annessione di ben tre nuove province (l'Alsazia, l'Artois e il Rossiglione), ma soprattutto spezzarono l'accerchiamento della Francia da parte degli Asburgo di Spagna e d'Austria, determinando però la completa frantumazione della Germania in numerosissimi stati quasi completamente indipendenti. Il trattato di Westfalia inaugurò inoltre un nuovo ordine internazionale, un sistema in cui gli Stati si riconoscevano tra loro proprio e solo in quanto Stati, al di là della fede dei vari sovrani. Nacque quindi la comunità internazionale più vicina a come la si intende oggi: laica ed aconfessionale, in cui assume importanza il concetto di sovranità dello Stato.
A turbare la fortuna con la quale sembrava progredire la politica di Mazzarino, accaddero due fatti che misero in preoccupante allarme il Primo Ministro Mazzarino e la Francia. Ai primi di luglio del 1658 il re Luigi XIV fu colpito da una grave malattia, probabilmente un'insolazione. Pareva proprio che il monarca dovesse morire. Il 7 luglio fu il giorno di crisi più grave, tanto che il re stesso disse a Mazzarino: «Voi siete un uomo risoluto e il mio migliore amico. Vi prego, perciò, di avvertirmi quando mi troverò agli estremi». La regina Anna non abbandonò un solo istante il figlio malato. Mazzarino disse ai medici, impediti ad agire tempestivamente dai regolamenti del cerimoniale di corte, di trattare il re come un qualsiasi gentiluomo, perché «non è giusto lasciar morire il re per rendere omaggio alla maestà».
Dopo qualche giorno il malato si riebbe. Ci fu un sospiro di sollievo per tutti. La Gazette di Francia scrisse che la regina aveva contribuito «alla guarigione chiesta a Dio con tanti sospiri e lacrime». Quando il re si fu definitivamente ristabilito, venne portato un ex voto a Nostra Signora della Pace, presso il convento dei Cappuccini in via Saint-Honoré.
L'altro incidente fu meno funereo, ma non meno preoccupante per le sorti della monarchia. Si era pensato di far vedere che si stava combinando un matrimonio fra Luigi XIV e la principessa Margherita di Savoia, per intimorire la Spagna con la prospettiva di un'alleanza franco-sabauda. La principessa venne presentata al re a Lione. Qui però Luigi vide Maria Mancini, nipote di Mazzarino, e se ne invaghì appassionatamente: «Tutte le galanterie» si legge in una relazione, «che egli [il re] può fare, le fa per lei, come musiche, colazioni, passeggiate a cavallo. Egli le presta i suoi cavalli più belli e le fa costruire due carrozze... ». Poi si scoprì che Luigi faceva sul serio con la Mancini.
Il caso scompigliava tutti i progetti e la politica mazzariniana. Il Primo Ministro Mazzarino mise in azione tutti i mezzi, l'influenza e l'ascendente che aveva sul re per convincerlo a rinunciare a Maria. Luigi prometteva di allontanarsi, ma poi ci ricascava. Alla fine Mazzarino (quanta parte prese Anna, la regina, nella faccenda?) la spuntò in nome della ragion di Stato. Luigi non rivide più Maria e finì il romanzo della giovinezza del Re-Sole.
La decisione di Luigi XIV favorì il progresso delle trattative con la Spagna per arrivare ad un trattato di pace. I negoziati erano iniziati a Lione nel novembre del 1658 e continuarono segretamente a Parigi nel palazzo Mazzarino, ora Biblioteca Mazzarino del Palazzo dell'Istituto di Francia, con il rappresentante di Spagna Antonio Pimentel (1604-1671/'72). Si ebbe una sospensione dei negoziati nell'estate del 1659; poi furono conclusi il 7 novembre dello stesso anno.

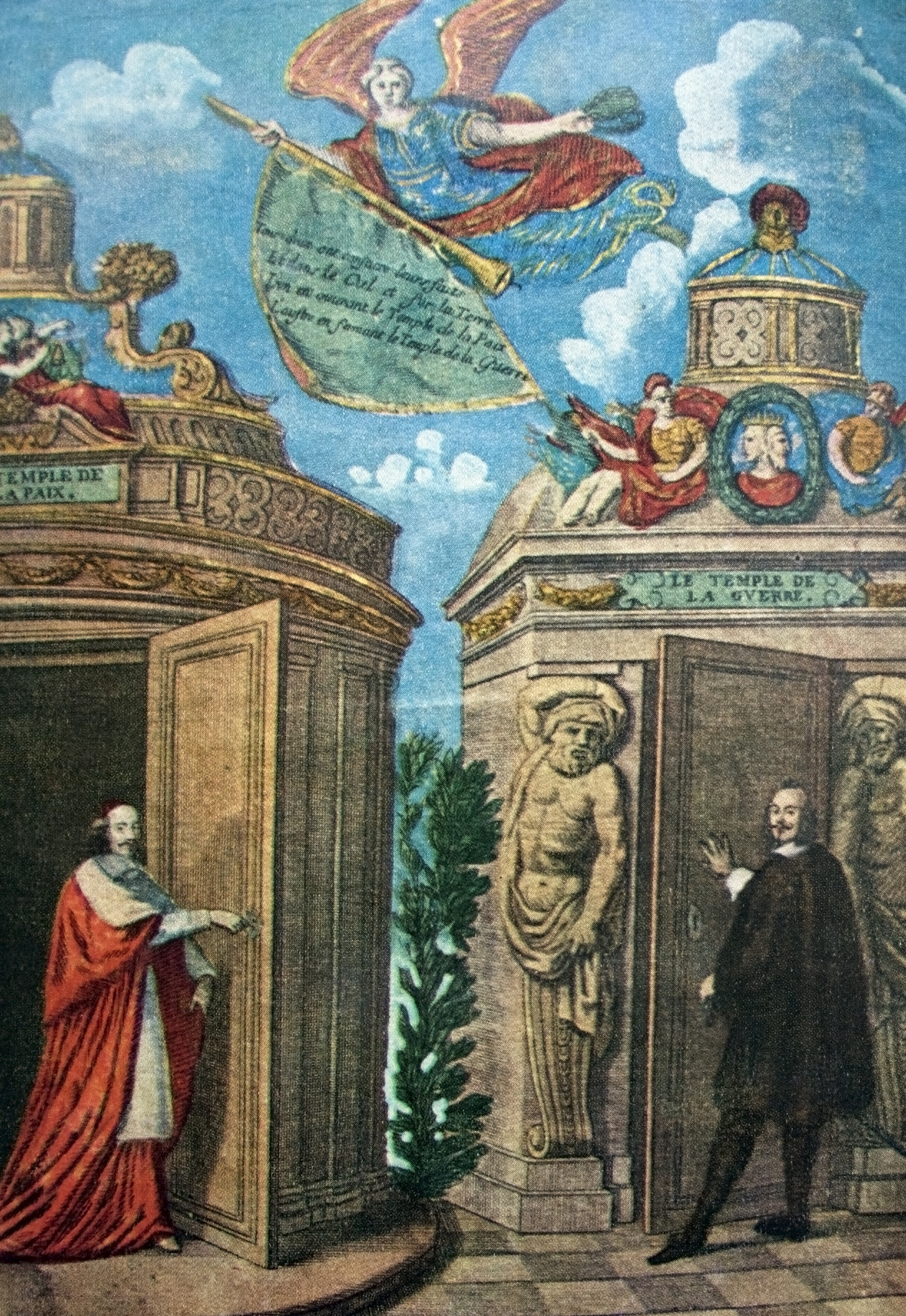
Allegoria della Pace dei Pirenei con Mazzarino che apre il Tempio della Pace

Con il Trattato dei Pirenei finiva la rivalità con la Spagna: Mazzarino aveva raggiunto la sua più grande aspirazione.
Il Trattato dei Pirenei riportava un po' di pace nella Francia, poiché faceva cessare lo stato di permanente ostilità e di guerra fra le due potenze, che tanta desolazione aveva causato alla popolazione, all'economia dei due paesi e alle finanze dello Stato. Esso comprendeva 124 articoli, e possiamo dire che, dalla firma del trattato, tra Francia e Spagna non ci fu più motivo di conflitto armato.
In base agli articoli sottoscritti veniva sistemata la questione territoriale fra le due potenze: alla Francia venivano riunite l'Artois, la Cerdagne, il Roussillon, l'Alsazia. Politicamente era riaffermato il principio dell'assolutismo monarchico e non si doveva più sostenere in Inghilterra la repubblica. I patti prevedevano anche accordi commerciali e per la navigazione.

### Ultimi anni

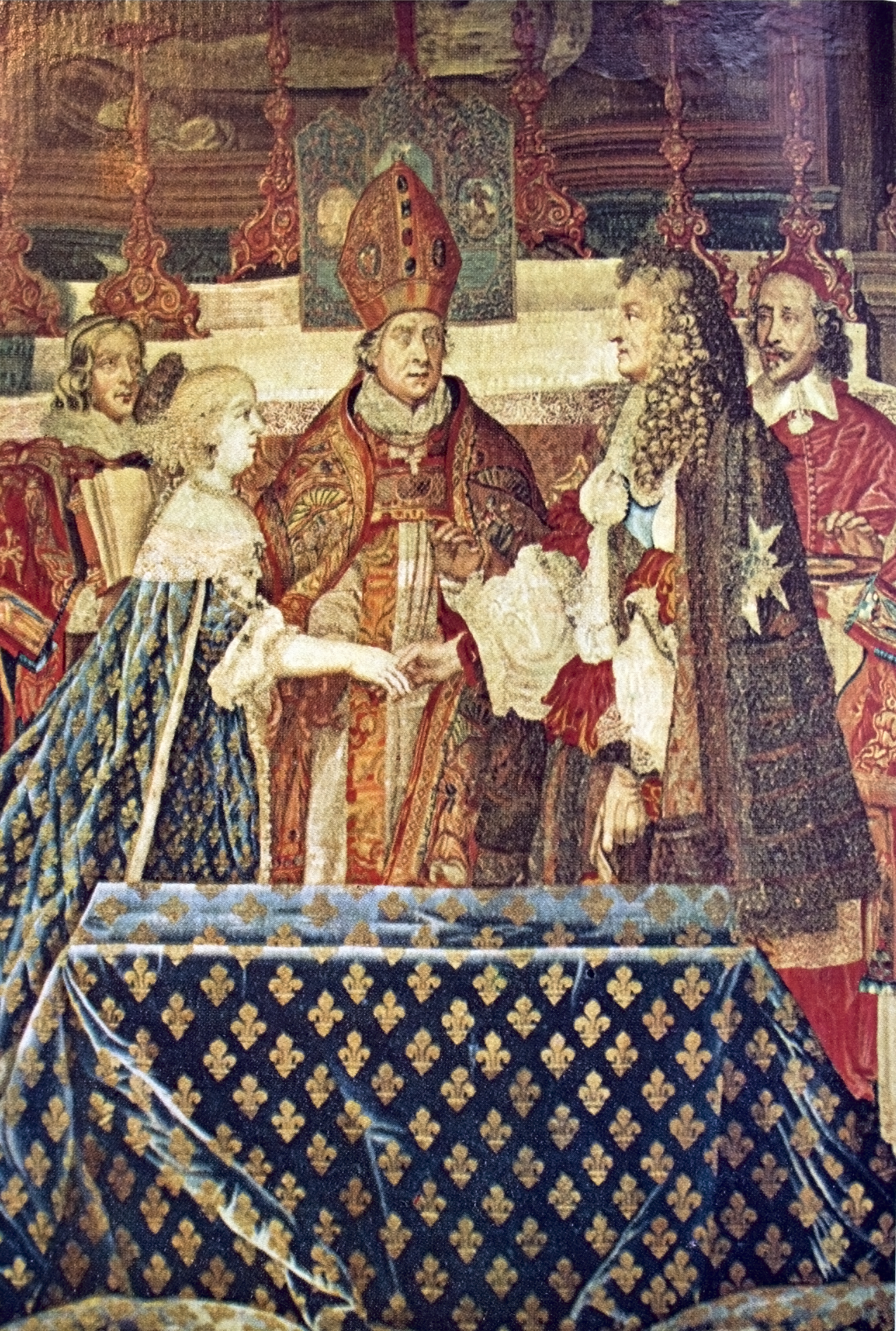
Matrimonio di Luigi XIV e Maria Teresa d'Austria (a destra è raffigurato Mazzarino), arazzo su cartone di Charles Le Brun

Ma il punto più importante, che avrebbe dovuto dare un suggello definitivo alla pace fra le due corone, fu il matrimonio combinato tra Luigi XIV e Maria Teresa d'Austria, figlia di Filippo IV, l'Infanta, come veniva chiamata la principessa di Spagna. Il contratto matrimoniale prevedeva la rinuncia da parte di Maria Teresa a qualsiasi diritto sulla corona di Spagna; in compenso le veniva costituita una dote di 500 000 scudi d'oro (che del resto non furono mai consegnati).
Mazzarino aveva seguito minuziosamente le trattative, specie durante le sedute conclusive, che si tennero all'Isola dei Fagiani, località sul confine, che permetteva al Primo Ministro "francese" e al collega spagnolo, don Luis Méndez de Haro y Guzmán, di non mettere piede rispettivamente su suolo straniero.
Durante tutto il periodo delle trattative Mazzarino ebbe una crisi acuta di nefrite, di cui soffriva da tempo, e che egli sopportò in modo ammirevole, riuscendo a mantenersi attento anche alle faccende più minuziose. In una lettera a Le Tellier (1603-1685), lunga più di 24 fogli, nella quale fa una dettagliata relazione della quinta conferenza, Mazzarino si preoccupa perfino della qualifica che deve far precedere il suo nome nella firma del trattato: «Mi accontenterei volentieri di quella di "cardinale" come sono solito fare. Ma siccome don Luigi fa inserire le sue [qualifiche], mi sembra che, per rispetto, io debba fare altrettanto».
Il matrimonio fu celebrato il 9 luglio 1660 a Saint-Jean-de-Luz. L'ingresso della coppia reale a Parigi ebbe luogo il 26 agosto. Il corteo reale fu accompagnato da osanna pieni di speranze e di desiderio di pace per tutta la Francia, dai Pirenei alla capitale. Mazzarino, sempre malato, seguì il corteo e, fra le sofferenze del suo corpo, assaporò la gioia del trionfo.

### Morte

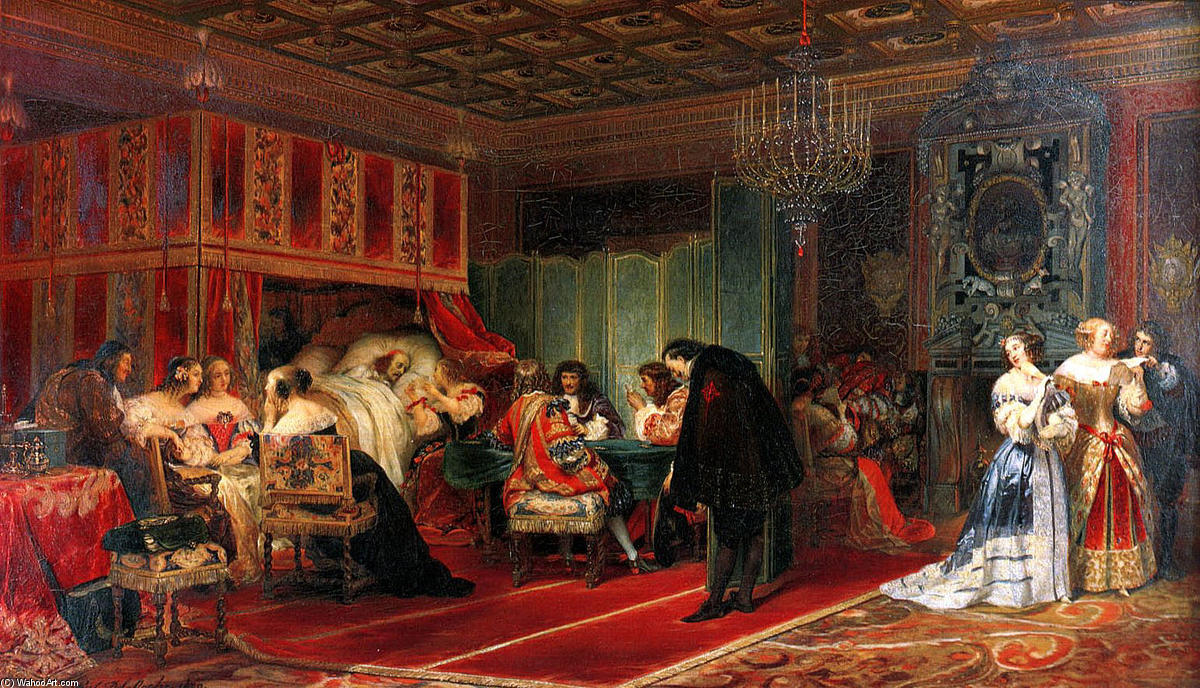
Morte del Cardinal Mazzarino, di Paul Delaroche

L'8 febbraio 1661 Mazzarino si fece portare a Vincennes, poiché il suo male (pielonefrite) si era aggravato e sperava che quel soggiorno lo facesse sentire meglio. Ma verso la fine del mese si aggravò ulteriormente e fu a tutti evidente come fossero rimaste poche speranze per la sopravvivenza del primo ministro Mazzarino a quest'ultimo attacco della malattia. In una lettera indirizzata a Nicola Fouquet (1615-1680) il 2 marzo si legge: «Non è affatto vero come si dice che egli abbia avuto un miglioramento da due giorni a questa parte... Egli ha avuto già due attacchi... il polso è debolissimo... si pensa che sia impossibile che possa resistere ancora a lungo».
Louis-Henri de Brienne (1635-1698) ha lasciato una dettagliata cronaca dell'ultima malattia di Mazzarino; non sempre però le sue informazioni sono attendibili. Comunque, egli racconta un particolare che, anche se non fosse vero, sarebbe certamente in carattere con la personalità e i comportamenti del malato.

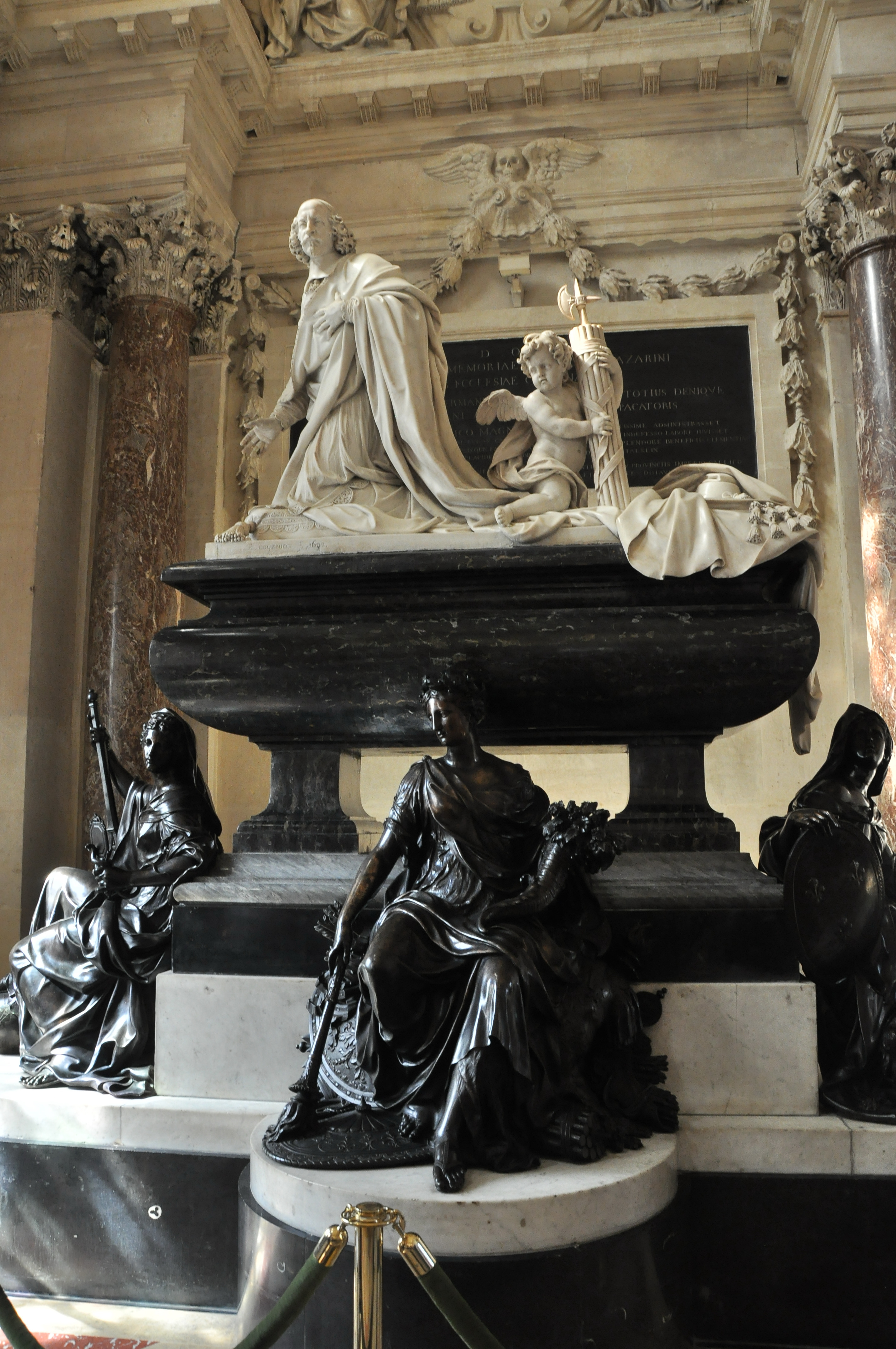
Tomba di Mazzarino con cenotafio, cappella del Collège des Quatre-Nations, Parigi

Narra Brienne che tra il 6 e l'8 febbraio 1661, prima di farsi portare a Vincennes, Mazzarino ebbe un miglioramento, preludio della crisi finale, e volle recarsi per l'ultima volta al suo palazzo di Parigi. Egli attraversò la piccola galleria, guardando gli arazzi più belli che l'ornavano. «Io l'intesi venire», dice Brienne, «per lo strofinìo che producevano sul pavimento le sue pantofole trascinate come può fare un uomo estremamente indebolito da una grave malattia. Mi nascosi dietro la porta e l'intesi dire: "Bisogna lasciare tutto questo!" ». Aveva raccolto anche una grandiosa biblioteca personale, che divenne poi proprietà dello Stato francese.
Finita la dettatura del testamento, Giulio Mazzarino si aggravò visibilmente. Il 9 marzo 1661 morì a Vincennes.

### Cardinalato

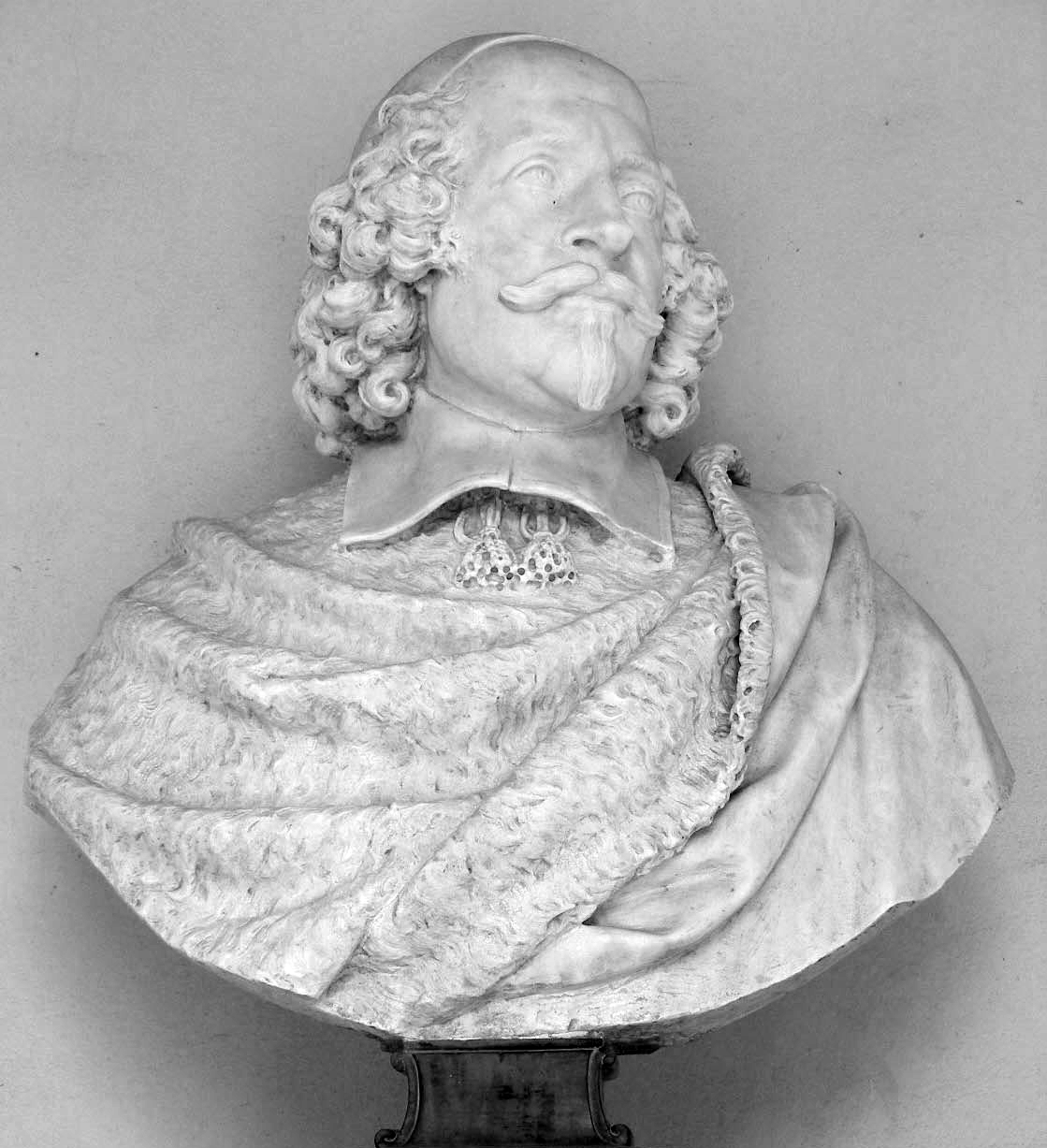
Busto di Mazzarino scolpito da Louis Lerambert (Biblioteca Mazzarino)

Fu nominato cardinale da papa Urbano VIII il 16 dicembre 1641, all'età di 39 anni. Non avendo mai preso gli ordini non gli fu assegnata nessuna diaconia. Ciononostante nel 1652 venne nominato vescovo di Metz e nel 1654 gli venne assegnata in commendam l'Abbazia di Cluny.
Pur avendo il diritto come cardinale di partecipare al conclave, mancò entrambe le occasioni: la prima nel 1644, in cui venne eletto papa Innocenzo X (sul quale Mazzarino avrebbe dovuto porre il veto del re di Francia, ma giunse a Roma troppo tardi), e anche nel 1655, conclave in cui venne eletto papa Alessandro VII.

### Nepotismo
Il cardinale Mazzarino favorì molti suoi parenti, in particolare le figlie (e il figlio) delle sorelle Geronima Mazarino e Laura Margherita Martinozzi-Mazzarino (1608 – 1685). Le nipoti, in numero di sette, furono dette mazarinettes: belle e piuttosto intriganti, si accasarono molto bene.
Le figlie di Laura Margherita Mazzarino e del conte Gerolamo Martinozzi (1610-1639 ca.), figlio di Vincenzo Martinozzi da Fano:
- Anna Maria Martinozzi (Roma, 1637 – Parigi, 1672), sposò il principe Armando di Borbone-Conti, capostipite del ramo omonimo;
- Laura Martinozzi (Fano, 27 maggio 1639 - Roma, 19 luglio 1687), sposò Alfonso IV d'Este Duca di Modena. Sua figlia Maria Beatrice divenne Regina d'Inghilterra; l'altro figlio, Francesco II d'Este, fu Duca di Modena e Reggio.

Le figlie di Geronima Mazzarino (Roma, 1614 – Parigi, 1656) e del barone Michele Lorenzo Mancini:
- Laura Mancini (Roma, 1636 – Parigi, 1657), sposò il principe Luigi di Vendôme, 5º duca di Vendôme (il Gran Vendôme fu uno dei suoi figli);
- Olimpia Mancini (Roma, 1639 – Bruxelles, 1708), sposò il principe Eugenio Maurizio di Savoia-Carignano, conte di Soissons (il principe e condottiero Eugenio di Savoia fu uno dei suoi figli). Fu esiliata per ordine di Luigi XIV a seguito di una vicenda di avvelenamenti;
- Maria Mancini (Roma, 1639 - Pisa, 1715), sposò il principe Lorenzo Onofrio Colonna. Fu principessa Colonna e viceregina di Napoli e Aragona;
- Ortensia Mancini (Roma 1646 – Chelsea, 1699), creata duchessa di Mazzarin grazie allo zio, sposò Armand-Charles de la Porte, duca di La Meilleraye (dal quale successivamente si separò);
- Maria Anna Mancini (Roma, 1649 – Parigi, 1714), sposò Maurice Godefroy de La Tour d'Auvergne, 3º duca di Bouillon, figlio di Federico Maurizio de La Tour d'Auvergne-Bouillon e quindi nipote di Henri de La Tour d'Auvergne-Bouillon, più conosciuto con il soprannome di Grand Turenne.

ed il figlio di Geronima Mazzarino:
- Filippo Giulio Mancini (Roma, 1641 – Parigi, 1707), ricevette in dono dallo zio il Ducato di Névers, acquistato appositamente per lui da Carlo II di Gonzaga-Nevers, ed il relativo titolo di Duca di Névers.

### Mazzarino collezionista d'arte e bibliofilo

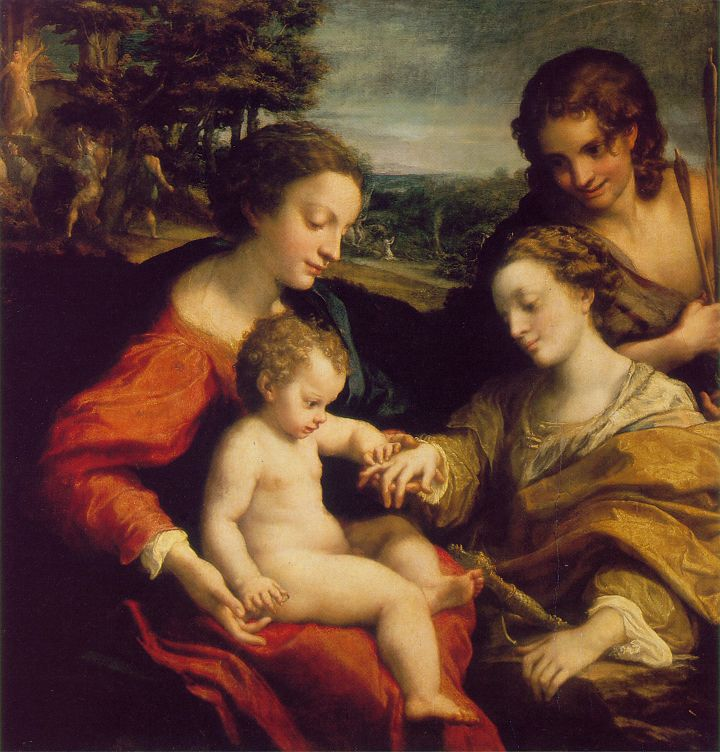
Antonio Allegri detto il Correggio, Matrimonio mistico di santa Caterina d'Alessandria alla presenza di san Sebastiano, ca. 1527

Giulio Mazzarino fu un raffinato collezionista di sculture e dipinti, in particolar modo italiani. Nel Palais Cardinal, oggi noto come Palais-Royal, radunò una superba collezione che contava capolavori assoluti della pittura occidentale come il Matrimonio mistico di santa Caterina d'Alessandria alla presenza di san Sebastiano del Correggio (Parigi, Museo del Louvre) e l'Adorazione dei pastori di Paolo Veronese (collezione privata).
Tra le sculture della collezione, la statua di Adone di François Duquesnoy (Parigi, Museo del Louvre).
Molti di questi provenivano da Roma, altri furono invece acquistati all'asta dei beni del re Carlo I d'Inghilterra successiva alla sua decapitazione (1649).
La Biblioteca Mazzarino raccoglie tutti i libri da lui collezionati in vita.

## Nella letteratura
Mazzarino è uno dei personaggi principali dei romanzi di Alexandre Dumas Vent'anni dopo e Il Visconte di Bragelonne, continuazioni del celebre I tre moschettieri. Nei libri è presentato nella sua lotta contro la Fronda prima e poi agli albori del regno personale del giovane Luigi XIV.
Mazzarino è anche uno dei personaggi della serie di storia alternativa Collana del 1632, presente soprattutto nei libri della cosiddetta Ramificazione dell'Europa Meridionale.
Compare inoltre come personaggio secondario nel romanzo L'isola del giorno prima (Bompiani, 1994), di Umberto Eco.
Compare citato, in maniera distorta, in un discorso a casa di Don Rodrigo nel capitolo VI de "I Promessi Sposi" di Alessandro Manzoni.

## Opere di Mazzarino
- Breviario dei politici, Torino, Marco Valerio, 2005, ISBN 88-7547-022-7. Secondo la maggior parte degli accademici contemporanei, sebbene le massime in esso contenute siano piuttosto coerenti con l'azione politica di Mazzarino, il Breviario dovrebbe essere considerato un apocrifo scritto da altri autori.[5]
- Lettres du Cardinal Mazarin àla Reine, à la princesse Palatine, etc. écrites pendant sa retraite hors de France, en 1651 et 1652, avec notes et explications par M. Ravenel, New York, Johnson Reprint Corporation, 1965.